# Vaux-sur-Mer
Vaux-sur-Mer là một xã trong tỉnh Charente-Maritime trong vùng Nouvelle-Aquitaine, tây nam nước Pháp. Xã Vaux-sur-Mer nằm ở khu vực có độ cao từ 0-27 mét trên mực nước biển.